# Juan Campomar
Pour les articles homonymes, voir Campomar.
Pas d'image ? Cliquez ici

a Compétitions nationales et continentales officielles uniquement.

b Matchs officiels uniquement.
Juan Campomar, né le 10 mars 1982, est un joueur international uruguayen de rugby à XV évoluant au poste de demi de mêlée (1,72 m pour 73 kg).

## Carrière

### En club
- Old Boys
- US Montauban 2005-2006

### En équipe nationale
- Juan Campomar a connu sa première sélection pour l'équipe d'Uruguay de rugby à XV le 3 mai 2003 contre l'équipe d'Argentine.

## Palmarès en équipe nationale
- 36 sélections
- 6 essais, 30 points
- Sélections par année :  7 en 2003, 4 en 2004, 2 en 2005, 5 en 2006, 3  en 2007, 6 2008, 9 en 2009

Coupe du monde
- 2003 : 3 sélections (équipe des Samoa, équipe de Géorgie, équipe d'Angleterre).